# 232
Évszázadok: 2. század – 3. század – 4. század
Évtizedek: 180-as évek – 190-es évek – 200-as évek – 210-es évek – 220-as évek – 230-as évek – 240-es évek – 250-es évek – 260-as évek – 270-es évek – 280-as évek
Évek: 227 – 228 – 229 – 230 –  231 – 232 – 233 – 234 – 235 – 236 – 237

## Események

### Római Birodalom
- Lucius Virius Lupus Julianust és Lucius Marius Maximust választják consulnak.
- Severus Alexander császár három fronton indít ellentámadást a perzsák ellen. Északon Örményországon keresztül támadja Médiát; a hegyes vidéken a gyalogos római katonák előnyben vannak a perzsa lovassággal szemben és sikeresen előrenyomulnak. A tél beálltával azonban kénytelenek visszavonulni, mert utánpótlásuk akadozik. A főerőket maga a császár vezeti és ugyan visszafoglalják Észak-Mezopotámiát, de a járványok és a hadsereg fegyelmezetlensége miatt az előrehaladás megáll. A déli seregrészt a perzsa lovasság elvágja és megtizedeli.
- Egy szíriai légió fellázad és egy bizonyos Tauriniust császárrá kiáltanak ki. A felkelést hamar leverik.
- Tamás apostol ereklyéit Indiából visszaküldik Edesszába.
- Meghal III. Szauromatész, a boszporoszi klienskirályság uralkodója. Utóda öccse, IV. Rhészkuporisz.

### Kína
- Szun Csüan, Vu királya lovakat vásárol a Liaotung-félszigetet uraló Kung-szun Jüantól, aki elvben ellenségének, Vej állam császárának, Cao Zsujnak a vazallusa. Cao Zsuj emiatt megtámadja Kung-szun Jüant, de csapatait visszaverik, ám sikerül elsüllyesztenie Szun Csüan lovakat szállító flottáját.

## Születések
- augusztus 19. - Probus, római császár
- Cao Fang, Vej állam császára

## Halálozások
- I. Démétriosz, alexandriai püspök
- Cao Cse, kínai herceg és költő

## Fordítás
- Ez a szócikk részben vagy egészben  a(z)   232 című angol Wikipédia-szócikk ezen változatának fordításán alapul.  Az eredeti cikk szerkesztőit annak laptörténete sorolja fel. Ez a jelzés csupán a megfogalmazás eredetét és a szerzői jogokat jelzi, nem szolgál a cikkben szereplő információk forrásmegjelöléseként.